# Seixanta-dos
El seixanta-dos és un nombre natural que segueix el seixanta-u i precedeix el seixanta-tres. S'escriu 62 o LXII segons el sistema de numeració emprat.
Ocurrències del seixanta-dos:
- Designa l'any 62 i el 62 aC
- És el prefix telefònic internacional d'Indonèsia